# Papus

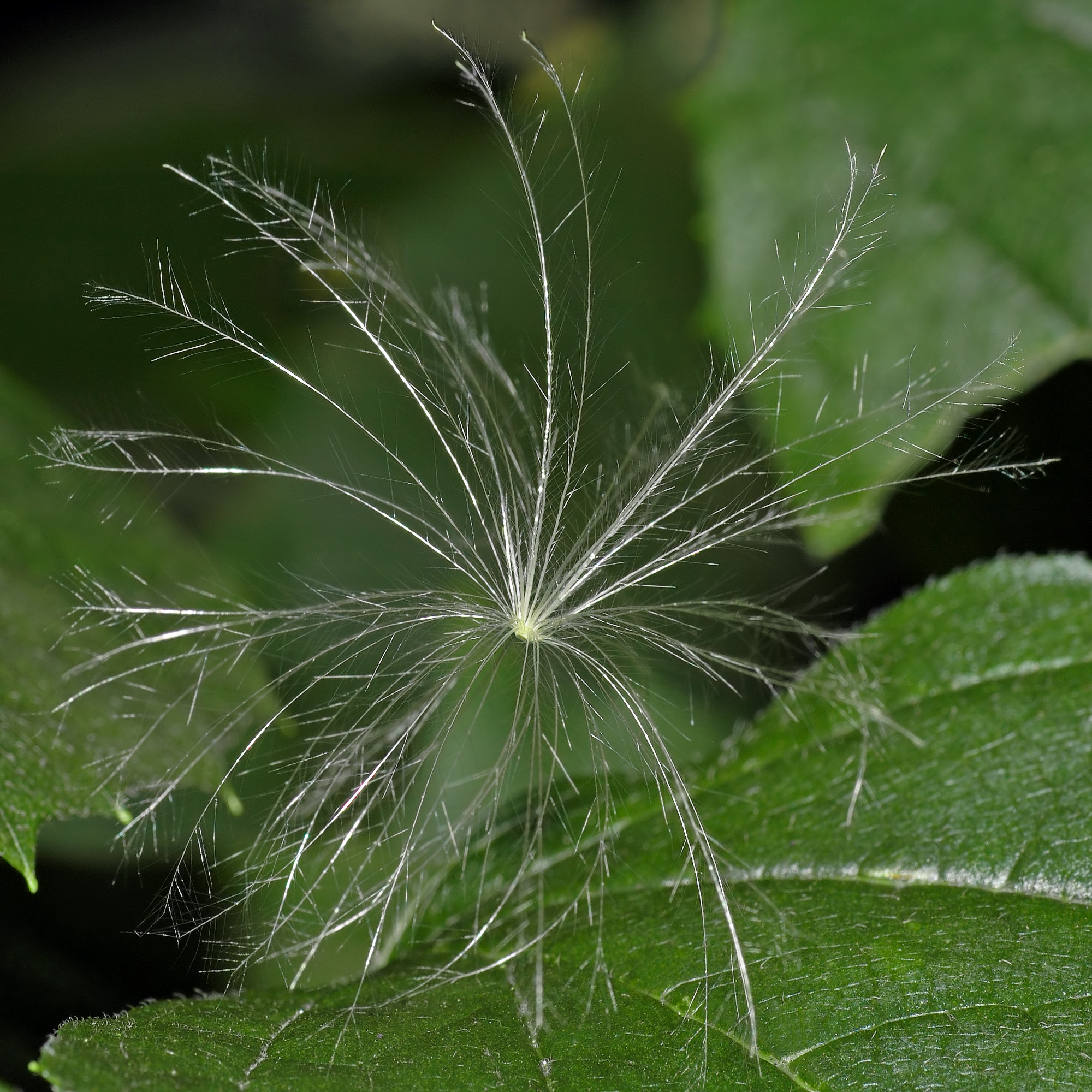
Papusul la pălămida (Cirsium arvense)

Papusul (în latină: Pappus, din greaca pappus = puf, fân), numit și egretă, este un smoc de perișori sau de scvame cu aspect de umbreluță sau coroană deasupra unor fructe, ce funcționează ca o parașută, ușurând diseminarea (răspândirea) fructelor cu ajutorul vântului sau curenților de aer (diseminarea anemohoră). Papusul se întâlnește la fructele asteraceelor (compositelor): păpădie (Taraxacum officinale), vulturică (Hieracium sp.), susai (Sonchus oleraceus), pălămidă (Cirsium arvense) etc.
Papusul provine din transformarea elementelor caliciului. Caliciu multor specii de asteraceae (păpădie, susai, pălămidă) este foarte redus la început, după fecundație însă se dezvoltă într-un smoc de peri numit papus ce servește la răspândirea fructelor.

## Note

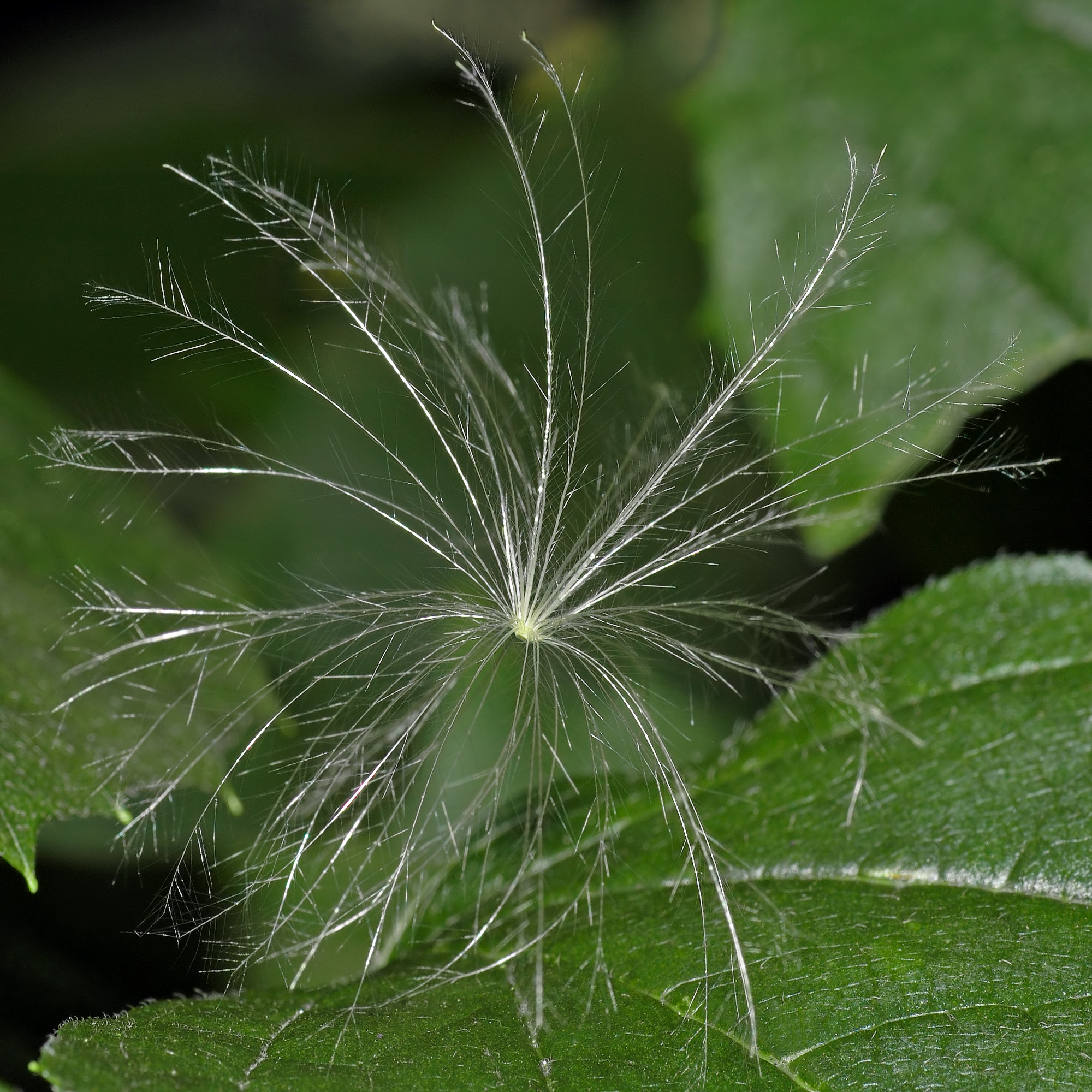
Papusul la pălămida (Cirsium arvense)
Papusul la păpădie (Taraxacum officinale)
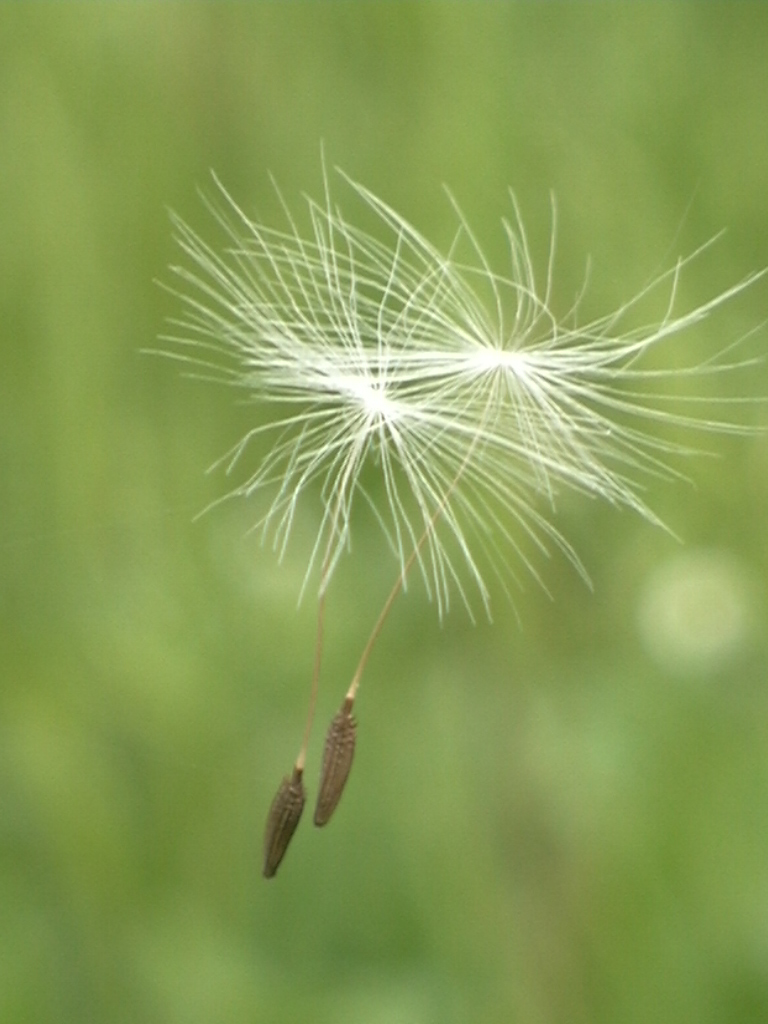
Papusul la păpădie (Taraxacum officinale)
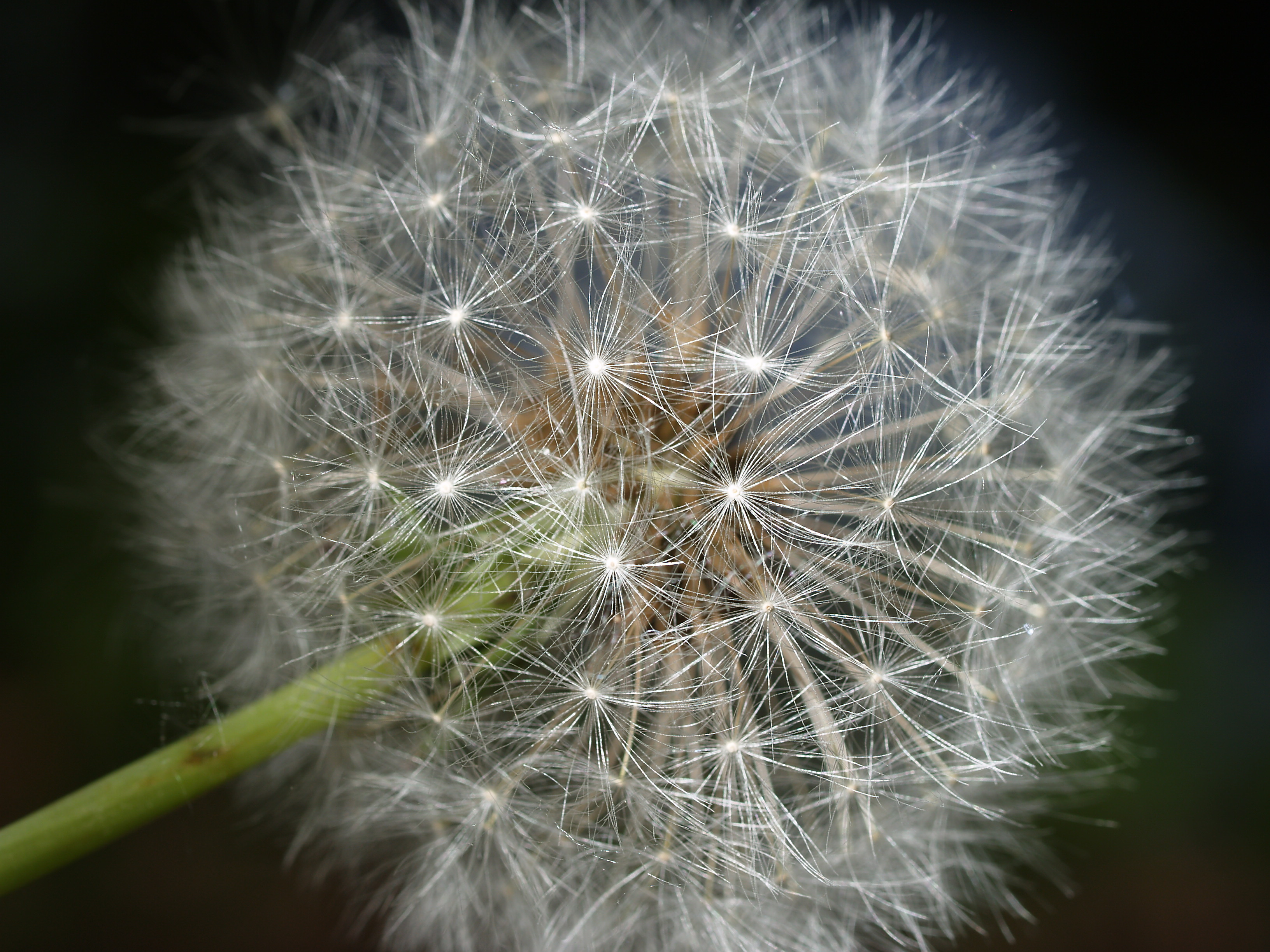
Papusul la păpădie (Taraxacum officinale)